# Ludwig Graff de Pancsova
Ludwig Bartholomäus Graff de Pancsova, född 2 januari 1851, död 6 februari 1924, var en österrikisk zoolog.
Graff var professor i zoologi och jämförande anatomi i Graz. Han utgav förtjänstfulla arbeten över maskar, särskilt virvelmaskar, och bearbetade Turbellaria i Heinrich Georg Bronns Klassen und Ordnungen des Tierreichs (1904–1917).